# Tworóg (stacja kolejowa)
Tworóg – techniczna stacja kolejowa w Tworogu w województwie śląskim, w Polsce.

## Historia
Ruch pasażerski na stacji został zawieszony w grudniu 2011 roku wraz z wejściem w życie nowego rozkładu jazdy likwidującego cztery pary pociągów relacji Tarnowskie Góry – Opole Główne. Powodem jest wycofanie się województwa śląskiego z organizacji przewozów na tej linii spowodowane niską frekwencją w pociągach.